# Aleksej Konstantinovitsj Tolstoj
Aleksej Konstantinovitsj Tolstoj (Russisch: Алексей Константинович Толстой) (Sint-Petersburg, 5 september 1817 - Krasni Rog, 10 oktober 1875) was een Russisch schrijver, dichter en dramaturg.

## Leven
Graaf Alexej Tolstoj stamde uit hetzelfde adellijke geslacht als Lev Tolstoj en studeerde archiefwetenschappen aan de Universiteit van Moskou. Vanaf 1836 werkte een aantal jaren hij in diplomatieke dienst, onder meer in Duitsland. In 1851 werd hij ceremoniemeester aan het hof van Tsaar Nicolaas I van Rusland en later was hij er keizerlijk jachtmeester. Tolstoj schreef reeds vanaf de jaren veertig, maar na zijn pensionering in 1861 verhoogde zijn literaire productie aanzienlijk, tot zijn dood in 1875.

## Werk
Tolstoj beheerste als schrijver vrijwel alle genres, van proza tot toneel en van poëzie tot kritieken. Hij streefde naar poëzie van ‘goddelijke’ inspiratie en schoonheid. Tolstoj heet daarom wel de prototypische vertegenwoordiger te zijn van l’art pour l'art in Rusland, “wiens lyrisme, sterke verbeelding, klassiek evenwicht naast romantisch sentiment, superieure humor en scherpe satire hem overigens tot het tegendeel maken van een steriele estheet” (Marko Fondse, voorwoord bij Tolstojs Oepyr; vier vampierverhalen, vertaling 1977).
In zijn balladen schreef Tolstoj vaak over het oude Kiëv-Rusland (dat hij idealiseerde) en over de klassieke historische strijd tussen de Germanen en de Slaven. Zowel in zijn drama’s als in zijn (vooral ook bij de Russische jeugd populaire) historische romans behandelt hij de omstreden Russische autocraat Ivan de Verschrikkelijke. Tolstoj was in het Westen met name bekend om zijn korte verhalen (vaak griezelverhalen), veelal in de geest van Edgar Allan Poe.
Samen met drie neven publiceerde Tolstoj een tijd lang ook regelmatig onder het verzamelpseudoniem Kosma Proetkov.

## Gedicht

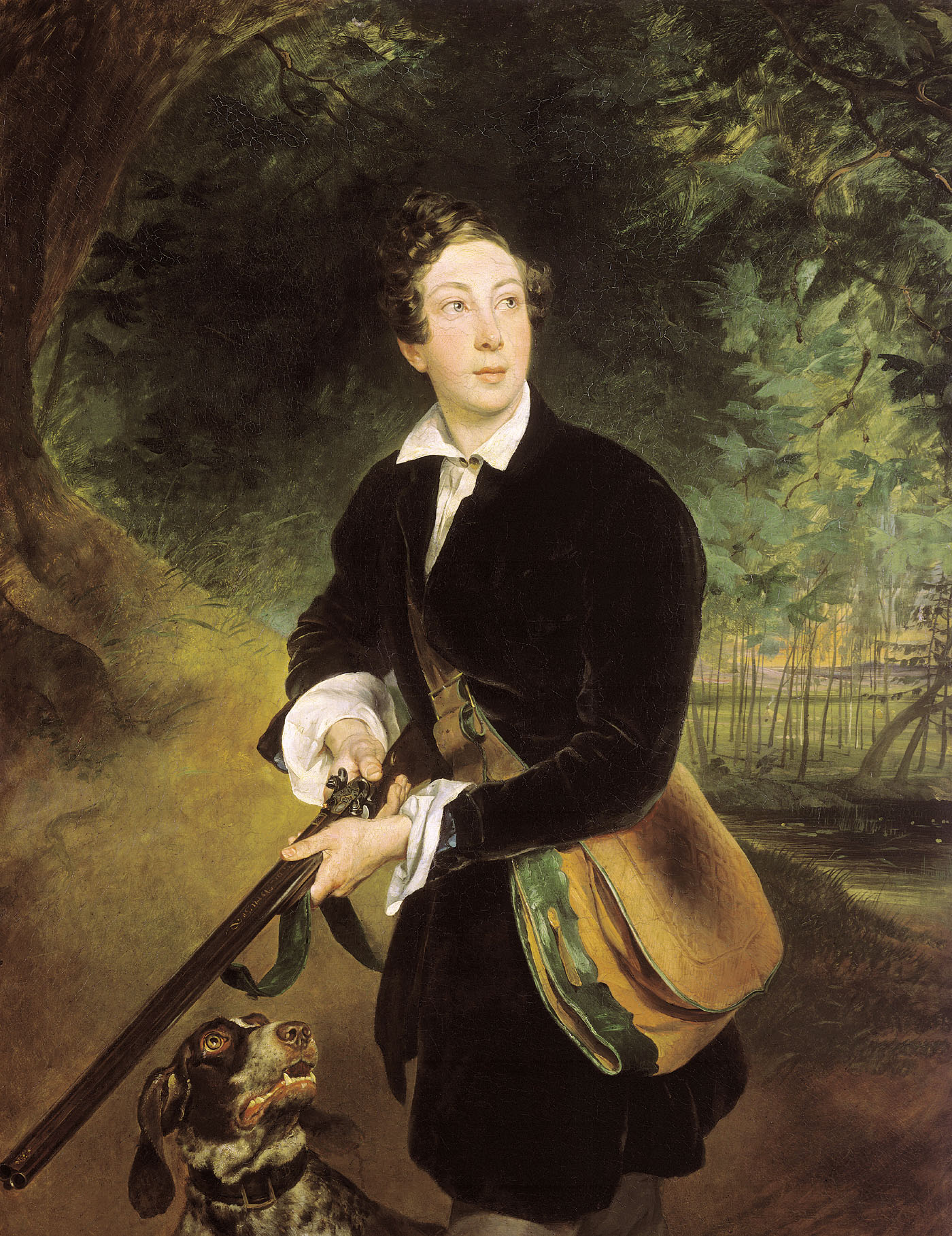
Aleksej Tolstoj door Karl Brjoellov, 1836

De avondschemer valt; het gele land wordt grauw.

Een donker dorp probeert de stilte stuk te rijten

Met bevend klokgelui. Mijn ziel is vol van jou

En van ons afscheid en van bittere zelfverwijten.
Ik denk nog vaak terug aan mijn vermaningen en preken

En ik herhaal maar steeds het vriendelijke woord

Dat ik toen tegen jou, mijn lief, had kunnen spreken, 

Maar dat ik in mijzelf hardvochtig heb gesmoord.
(Vertaling Anne Stoffel)

## Werken

### Toneel
- Don Juan (1862)
- De dood van Ivan de Verschrikkelijke (1864)
- Tsaar Fjodor Ioannovitsj (1868)
- Tsaar Boris (1870)

### Proza
- De familie van de Voerdalak (Sem'ya Vurdalaka) (1839)
- De Vampier (Oepyr') (1841)
- De vampierenfamilie (1839)
- De vampier (1841)
- De zondares (1858)
- Don Juan (1862)
- Vorst Serebriany (1862)
- De dood van Ivan de Verschrikkelijke (1864)
- Tsaar Fjodor Joannovitsj (1868)
- Tsaar Boris (1870)
- De Draak (1875)

### Gedichten
- Verzamelde gedichten (1887)